# Silver Jubilee
silver jubilee (dt. silbernes Jubiläum), auch Silver-Jubilee-Film, bezeichnet im indischen Film einen Film, der im Schnitt in einer Stadt auf eine ununterbrochene Laufzeit von 25 Wochen kommt. Die Bezeichnung wird häufig verwendet, um den kommerziellen Erfolg eines Films zu kennzeichnen. Für längere Laufzeiten werden analog die Bezeichnungen golden jubilee (50 Wochen) und platinum jubilee (75 Wochen) verwandt.